# Golfo di Pietro il Grande
Il golfo di Pietro il Grande (in russo Зали́в Петра́ Вели́кого?, zaliv Petra Velikogo) è una vasta insenatura situata lungo la costa dell'Estremo oriente russo, nella parte nordoccidentale del mare del Giappone. Prende il nome da Pietro I di Russia, detto Pietro il Grande, che regnò sull'impero russo dal 1682 alla morte nel 1725.

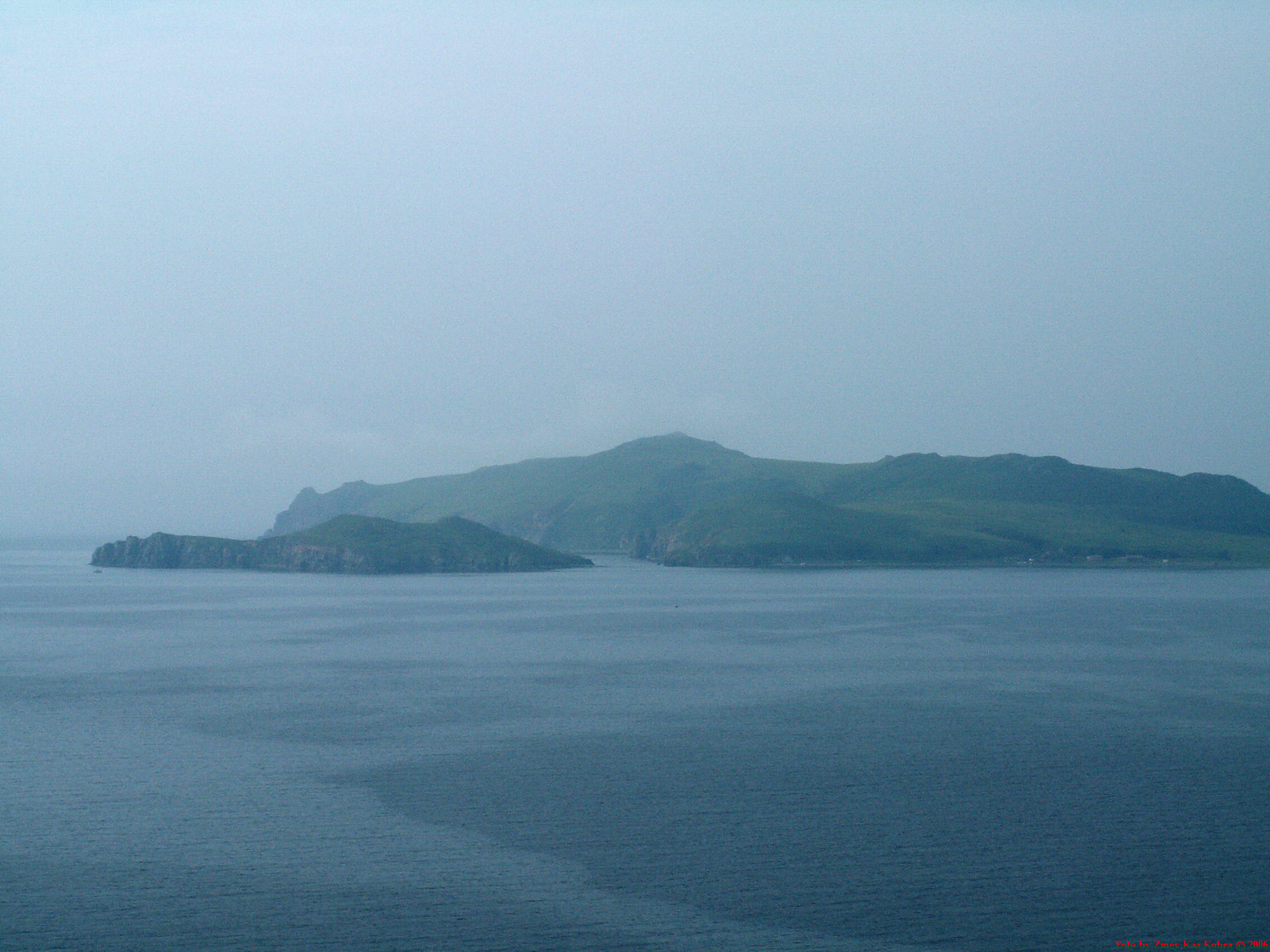
Le acque del golfo adiacenti all'isola di Rejneke.

L'insenatura ha una larghezza massima, nella parte meridionale, di circa 200 chilometri, dalla foce del fiume Tumen (al confine russo-cinese) a capo Povorotnyj (a nord-est); mentre l'estensione nord-sud è di circa 80 chilometri. Le coste sono frastagliate e formano sei insenature minori interne al golfo principale: i golfi dell'Amur, dell'Ussuri, di Possiet, di Strelok, Vostok e di Nachodka. Nella parte centrale del golfo si protende la lunga penisola di Murav'ëv-Amurskij (Полуостров Муравьёва-Амурского), alla cui estremità sorge la città di Vladivostok; nel golfo sono presenti molte isole: l'arcipelago dell'imperatrice Eugenia (le cui maggiori isole sono Popova, Russkij e Rejneke) e l'arcipelago Rimskij-Korsakov.
La maggiore città situata lungo le sue coste è Vladivostok, capoluogo del Territorio del Litorale e principale porto russo nell'estremo oriente; altri centri urbani importanti sono Nachodka, Bol'šoj Kamen' e Slavjanka.
A causa del clima rigido invernale, le acque del golfo sono gelate per alcuni mesi durante l'anno, impedendo o ostacolando il traffico marittimo nei porti affacciati.